# Alkalinität
Die Alkalinität definiert das Säurebindungsvermögen von Böden, Gesteinen und natürlichem Wasser. Der Grad der Alkalinität hängt von der Menge der enthaltenen basisch wirkenden Ionen, hauptsächlich dem Gehalt an Carbonaten ab. Daher unterscheidet man auch zwischen Gesamtalkalinität und Carbonatalkalinität. Aus der Alkalinität ergibt sich die Fähigkeit eines Stoffgemisches oder einer Lösung, Oxonium- oder Wasserstoffionen zu binden. Die Alkalinität einer Lösung kann quantitativ durch Titration mit einer Säure in Gegenwart eines Indikators ermittelt werden. Man nennt diese Größe deshalb auch Säurebindungsvermögen.

## Pufferkapazität von Wasser

### Carbonatalkalinität
Die Pufferkapazität von natürlichem Wasser wird vorwiegend durch den Gehalt an gelöstem Kohlenstoffdioxid, Hydrogencarbonaten und Carbonaten bestimmt.
Das Referenzsystem der Alkalinität ist das CO2-System. Es bildet im Wasser die Komponenten CO32− (Carbonat), HCO3− (Hydrogencarbonat oder Bicarbonat) und H2CO3 (Kohlensäure, vernachlässigbar gering). Damit lässt sich die Gesamtheit des in Wasser gelösten CO2 CT wie folgt darstellen:
CT = [CO2*] + [HCO3−] + [CO32−]
[CO2*] ist das gelöste CO2.
Daraus ergibt sich folgende Definition der Carbonatalkalinität AC:
AC = [HCO3−] + 2 · [CO32−] + [OH−] − [H3O+]
Der Faktor 2 bei [CO32−] erklärt sich dadurch, dass je Mol CO2 das Säurebindungsvermögen doppelt so groß ist. Im neutralen pH-Bereich ist die Carbonatalkalinität durch die Konzentration von HCO3− und CO32− bestimmt, da [OH−] und [H3O+] klein sind und mit entgegengesetzten Vorfaktoren eingehen.
Die analytische Bestimmung erfolgt in der Regel durch Titration mit Salzsäure zum pH-Wert 4,3 oder bis zum Umschlag des Indikators Methylorange. Liegt der anfängliche pH-Wert einer Probe über 8,3, so kann zusätzlich als Zwischenstufe der Säureverbrauch bis zum pH 8,3 (Phenolphthalein als Indikator) notiert  werden. Der Säureverbrauch bis pH 8,3 steht dann für die Umwandlung von Carbonat in Hydrogencarbonat. Der (weitere) Säureverbrauch bis pH 4,3 steht für die Umwandlung jeglichen Hydrogencarbonats in freies Kohlenstoffdioxid, auch des aus Carbonat in Hydrogencarbonat umgewandelten Hydrogencarbonats. Diese Größe wird im deutschen Sprachraum auch als „Säure-Bindungs-Vermögen“ („SBV“) bezeichnet und in der Regel in mval/l angegeben.
Alternativ zur Säuretitration kann auch das Gesamtcarbonatsystem durch Ionenchromatographie oder durch Kapillarelektrophorese bestimmt und rechnerisch anhand des pH-Wertes in die Komponenten des Kohlensäure-Systems aufgelöst werden.

### Gesamtalkalinität
Im Meerwasser sind weitere Ionen für das Säurebindungsvermögen von Wichtigkeit. Daher wird mit der Gesamtalkalinität gerechnet. Welche Ionen dabei berücksichtigt werden, ist je nach Definition verschieden. Dickson definierte beispielsweise Basen von schwachen Säuren (pK > 4,5 bei 25 °C) als Teil der Gesamtalkalinität AT:
AT = [HCO3−] + 2 · [CO32−] + [OH−] − [H3O+] + [B(OH)4−] + 2 · [PO43−] + [HPO42−] − [H3PO4] + [SiO(OH)3−] + [NH3] - …
Da die Konzentrationen von vielen Ionen vernachlässigt werden können, schlagen Zeebe und Wolf-Gladrow vor, als Vereinfachung nur Tetrahydroxyborat zusätzlich zur Carbonatalkalinität zu berücksichtigen:
AT ≈ [HCO3−] + 2 · [CO32−] + [OH−] − [H3O+] + [B(OH)4−]
Dies hängt von der anderweitig bekannten Beschaffenheit des Messgutes ab. So kann z. B. das Wasser in Fischzucht-Kreislaufanlagen oder Abwasser in Kläranlagen hohe Gehalte an Ammoniak und Phosphaten aufweisen, so dass diese in diesem Fall keineswegs zu vernachlässigen wären.